# V žarišču
V žarišču (v izvirniku angleško Spotlight) je ameriški dramski film režiserja Toma McCarthyja, ki je izšel leta 2015 v distribuciji Open Road Films. Zgodba govori o ekipi, ki ustvarja istoimensko sekcijo časopisa The Boston Globe, najstarejši ekipi raziskovalnih novinarjev v Združenih državah Amerike oz. konkretno njihovem odmevnem razkritju sistemsko razširjene prakse spolne zlorabe otrok s strani duhovnikov bostonske nadškofije leta 2002. Scenarij, ki temelji na člankih resnične ekipe V žarišču (zanje je časopis leta 2003 prejel Pulitzerjevo nagrado), sta napisala McCarthy in Josh Singer, v glavnih vlogah pa so zaigrali Mark Ruffalo, Michael Keaton, Rachel McAdams, Liev Schreiber, John Slattery in Stanley Tucci.
Film je bil prvič prikazan v netekmovalnem programu 72. Beneškega filmskega festivala in požel pohvale filmskih kritikov, ki so ga primerjali s političnim trilerjem Vsi predsednikovi možje. Tiskovna agencija ameriške škofovske konference Catholic News Service ga je označila za »v splošnem točno pripoved« o bostonskem škandalu, kritizirala je le ton, s katerim so predstavljeni visoki predstavniki Cerkve. Tudi Radio Vatikan ga je pohvalil kot »poštenega« in »prepričljivega«. Za V žarišču so ustvarjalci prejeli številne nagrade, med njimi oskarja za najboljši film in najboljši izvirni scenarij.